# Antarcticinella
Az Antarcticinella az ugróvillásoknak egyik nemzetsége, amely őshonos Antarktiszon. Monotipikus, tehát egyetlen faj képviseli: az Antarcticinella monoculata. A nemzetséget és a fajt eredetileg John Salmon írta le 1965-ben.

## Elterjedés és élőhely
Az Antarcticinella monoculata az Antarktisz partvidékén és az azt körülvevő óceánon, például a Déli-óceánon található.

## Fordítás
Ez a szócikk részben vagy egészben  az   Antarcticinella című angol Wikipédia-szócikk ezen változatának fordításán alapul.  Az eredeti cikk szerkesztőit annak laptörténete sorolja fel. Ez a jelzés csupán a megfogalmazás eredetét és a szerzői jogokat jelzi, nem szolgál a cikkben szereplő információk forrásmegjelöléseként.